# Polyèdre
Un polyèdre est une forme géométrique à trois dimensions (un solide géométrique) ayant des faces planes polygonales qui se rencontrent selon des segments de droite qu'on appelle arêtes.
Le mot polyèdre, signifiant à plusieurs faces, provient des racines grecques πολύς (polys), « beaucoup » et ἕδρα (hedra), « base », « siège » ou « face ». Un polyèdre est un solide dont toutes les faces sont des polygones. Les côtés de ces polygones sont appelés arêtes. Les extrémités des arêtes sont des points appelés sommets.

Un polyèdre particulier : le dodécaèdre régulier.

## Historique

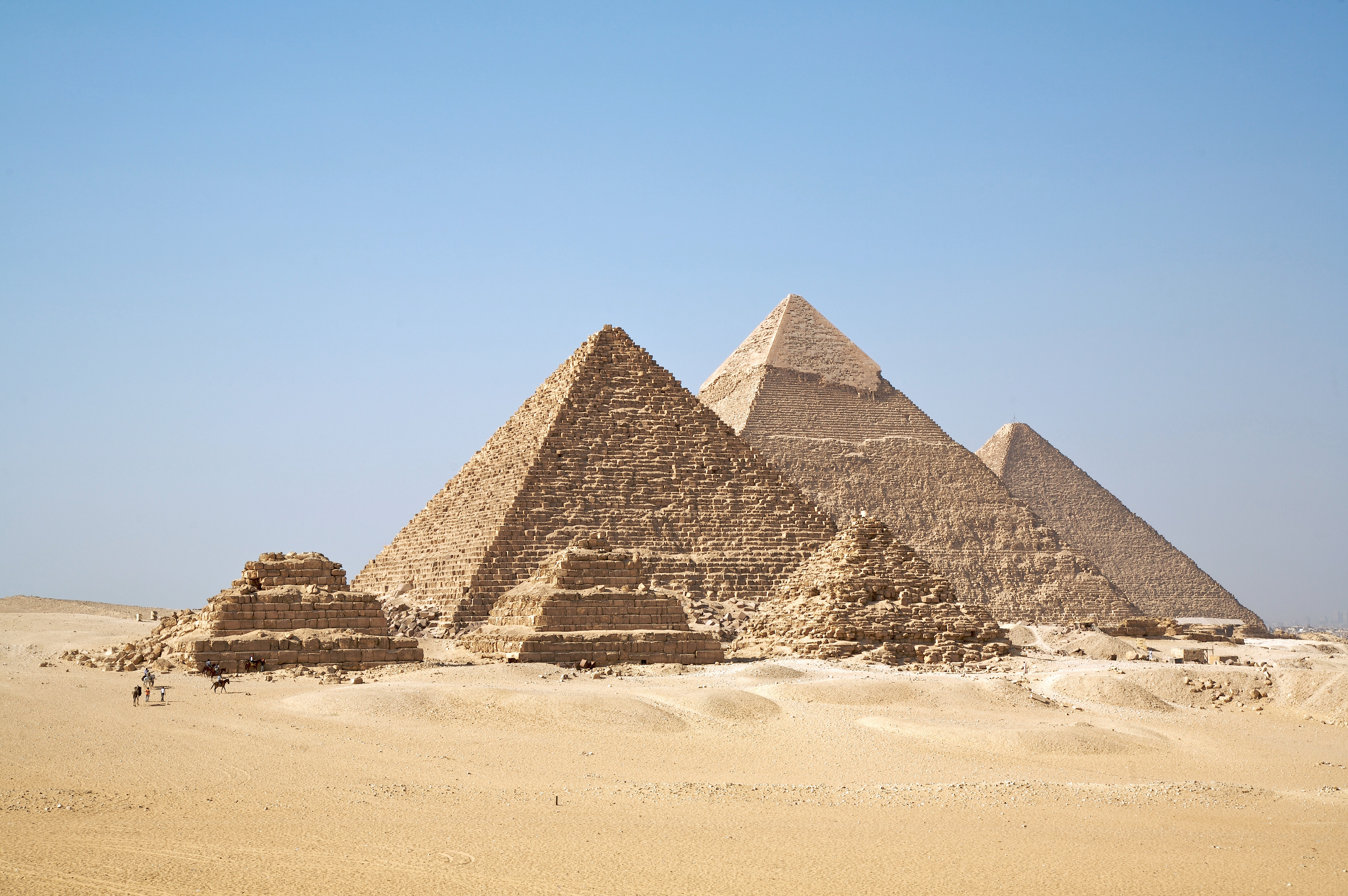
Les pyramides d'Égypte.

Comme beaucoup d'autres concepts, la notion de polyèdre a été formellement introduite par les Grecs. Leur étude occupe une place tout à fait significative dans les Éléments d'Euclide et a, pour ce qui est des mathématiques, constitué l'une des préoccupations importantes de Platon.
Il suffit cependant de contempler les pyramides pour réaliser que cette notion est perçue depuis des temps encore plus anciens.
Après Platon, Euclide et Archimède dans l'Antiquité, l'étude des polyèdres a occupé nombre de bons esprits des temps modernes, et notamment ceux de Kepler, Euler, Poincaré, Hilbert, etc.
Les polytopes sont la généralisation à une dimension quelconque n des polygones (dimension 2) et des polyèdres (dimension 3).

## Définition
La définition donnée en introduction peut sembler suffisamment claire pour la plupart d'entre nous. Elle ne l'est pas pour un mathématicien. Aussi étrange que cela puisse paraître, dans la mesure où le concept de polyèdre ne fait pas référence à la dimension de l'espace dans lequel il se trouve, il n'existe pas de définition universellement agréée sur ce qui fait que « quelque chose » soit un polyèdre (le cœur du problème vient de ce que la notion intuitive de polyèdre n'est pas exactement la même selon qu'on a dans l'idée une surface ou un volume).
Afin d'obvier à cette difficulté, on introduit la notion de simplexe. On peut la considérer comme équivalente à celle de polyèdre en dimension 3 et elle permet des généralisations aux dimensions supérieures. Un polyèdre {\displaystyle P} de dimension {\displaystyle p} est alors la réunion d'un ensemble fini de simplexes {\displaystyle S_{i}} de dimension {\displaystyle q_{i}\leq p} tel que chacune des {\displaystyle d}-faces ({\displaystyle d\leq q_{i}}) d'un simplexe {\displaystyle S_{i}} est un élément de {\displaystyle P}, et tel que pour tout couple de simplexe {\displaystyle (S_{i},S_{j})} l'intersection {\displaystyle S_{i}\cap S_{j}} est soit vide soit une {\displaystyle (d-1)}-face commune à {\displaystyle S_{i}} et {\displaystyle S_{j}}.
Ainsi un simplexe représente-t-il une définition généralisable de la notion intuitive de polyèdre.
Il est la réunion de ses {\displaystyle d}-faces, et l'intersection de deux {\displaystyle d}-faces quelconques d'un simplexe est soit vide soit une face de dimension {\displaystyle d-1}. Par exemple, un triangle, qui est un 2-simplexe, est la réunion de segments, et l'intersection de deux segments adjacents est un point qui est un sommet du triangle.
Un polyèdre apparaît ainsi comme construit à partir de différentes sortes d'éléments ou d'entités, présentant un nombre différent de dimensions :
- 3 dimensions : le corps est limité par les faces et correspond habituellement au volume compris à l'intérieur ;
- 2 dimensions : une face est limitée par un circuit d'arêtes et est habituellement une région plane appelée un polygone. Les faces mises ensemble forment la surface polyédrique ;
- 1 dimension : une arête joint un sommet à un autre et une face à une autre et est habituellement une droite d'une certaine sorte. Les arêtes mises ensemble forment le squelette polyédrique ;
- 0 dimension : un sommet est un point de coin.

Il s'ensuit que l'objet ci-dessous n'est pas un polyèdre au sens de cette définition. En effet, la face supérieure de la boîte n'est pas limitée par un mais par deux circuits d'arêtes : l'un qui la limite extérieurement et l'autre qui la limite intérieurement.

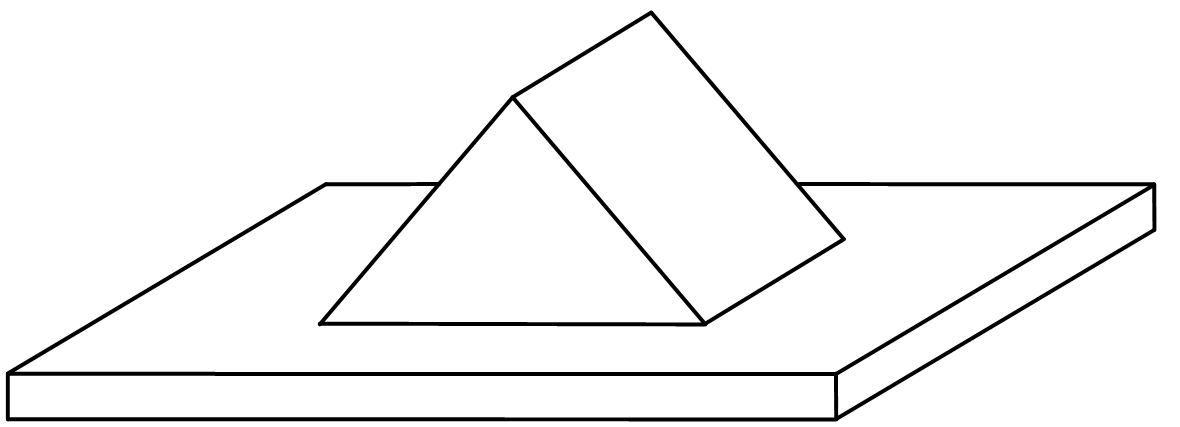
Un solide à faces planes qui n'est pas un polyèdre.

Plus généralement en mathématiques et dans d'autres disciplines, le terme « polyèdre » est utilisé pour faire référence à une variété de constructions reliées, certaines géométriques et d'autres purement algébriques ou abstraites.
Dans Computational Geometry: An Introduction, Franco Preparata et Michael Ian Shamos (en) définissent les polyèdres par un ensemble fini de polygones planaires tels que chaque arête d’un polygone est partagée par un seul autre polygone, et aucun autre sous-ensemble des polygones ne possède cette propriété. Cette définition implique des contraintes strictes : par exemple, les polyèdres ne doivent pas présenter d’auto-intersections.

## Propriétés caractéristiques

### Nomenclature
Les polyèdres sont en général nommés selon leur nombre de faces. La nomenclature est basée sur le grec classique. On a ainsi, par exemple : tétraèdre (4 faces), pentaèdre (5 faces), hexaèdre (6 faces), heptaèdre (7 faces), triacontaèdre (30 faces), et ainsi de suite. Cette méthode de désignation a son équivalent dans la nomenclature des polygones.

### Arêtes
Les arêtes ont deux caractéristiques importantes (à moins que le polyèdre ne soit complexe) :
- une arête joint simplement deux sommets ;
- une arête joint simplement deux faces.

Ces deux caractéristiques sont duales.

### Convexité
Un polyèdre est dit convexe si tout point de tout segment joignant deux points quelconques du polyèdre appartient au polyèdre.
Autrement dit, un polyèdre est convexe si toutes ses diagonales sont entièrement contenues dans son intérieur.
Il est possible de donner une définition barycentrique d'un tel polyèdre : c'est l'enveloppe convexe d'un ensemble fini de points non coplanaires.
Si un polyèdre est convexe alors toutes ses faces sont convexes. Mais la réciproque est fausse : nombreux sont les polyèdres non convexes ayant des faces convexes comme l'icosaèdre de Jessen ou le polyèdre de Császár.

### Caractéristique d'Euler
Soit un polyèdre. Si l'on note :
- {\displaystyle f} son nombre de faces,
- {\displaystyle a} son nombre d'arêtes,
- {\displaystyle s} son nombre de sommets,

on appelle caractéristique d'Euler le nombre
{\displaystyle \chi \equiv f-a+s}
Pour un polyèdre convexe, cette caractéristique vaut toujours 2.
C'est la relation d'Euler
{\displaystyle \chi \equiv f-a+s=2.}

### Dualité

Pour chaque polyèdre, il existe un polyèdre dual ayant des faces à la place des sommets originaux et vice versa. Dans la plupart des cas, le dual peut être obtenu par le processus de réciprocité sphérique.
Le dual d'un polyèdre régulier peut se construire en joignant les centres des faces adjacentes.

## Polyèdres simples

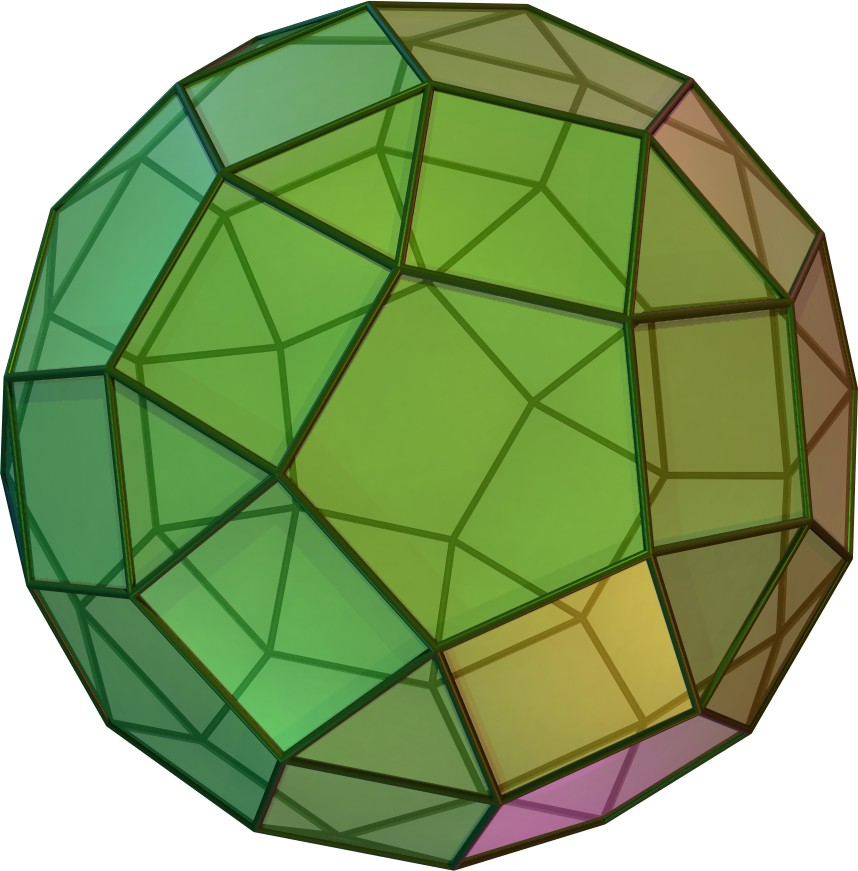
Un petit rhombicosidodécaèdre.

Un polyèdre est une forme tridimensionnelle qui se compose d'un nombre fini de faces polygonales qui sont des parties de plans ; les faces se rencontrent le long des arêtes qui sont des segments de droite, et les arêtes se rencontrent aux points nommés sommets. Les cubes, les prismes et les pyramides sont des exemples de polyèdres.
Le plus souvent, le polyèdre délimite un volume limité de l'espace à trois dimensions. Quelquefois, ce volume intérieur est considéré être une partie du polyèdre ; d'autres fois, seule la surface est considérée.
Les polyèdres traditionnels incluent les cinq polyèdres convexes réguliers que l'on nomme les solides de Platon : le tétraèdre (4 faces), le cube (ou hexaèdre) (6 faces), l'octaèdre (8 faces), le dodécaèdre régulier (12 faces) et l'icosaèdre (20 faces). Les autres polyèdres traditionnels sont les quatre polyèdres non convexes réguliers (les solides de Kepler-Poinsot), les treize solides d'Archimède convexes (cuboctaèdre, icosidodécaèdre, tétraèdre tronqué, cube tronqué, octaèdre tronqué, dodécaèdre tronqué, icosaèdre tronqué, cuboctaèdre tronqué, icosidodécaèdre tronqué, rhombicuboctaèdre, cube adouci, dodécaèdre adouci et rhombicosidodécaèdre) et les 53 polyèdres uniformes restants.

### Plus petit polyèdre
Un polyèdre possède au moins 4 faces, 4 sommets et 6 arêtes. Le plus petit polyèdre est le tétraèdre.

### Polyèdres symétriques
On peut définir diverses classes de polyèdres présentant des symétries particulières :
- polyèdres isogonaux (sommets uniformes) : si tous les sommets sont les mêmes, au sens où pour deux sommets quelconques, il existe une symétrie du polyèdre appliquant le premier isométriquement sur le deuxième ;
- polyèdres isotoxaux (arêtes uniformes) : si toutes les arêtes sont les mêmes, au sens où pour deux arêtes quelconques, il existe une symétrie du polyèdre appliquant le premier isométriquement sur le deuxième ;
- polyèdres isoédriques (faces uniformes) : si toutes les faces sont les mêmes, au sens où pour deux faces quelconques, il existe une symétrie du polyèdre appliquant le premier isométriquement sur le deuxième ;
- polyèdres quasi réguliers : d'arêtes uniformes mais pas de faces uniformes ou pas de sommets uniformes ;
- polyèdres semi-réguliers : de sommets uniformes mais pas de faces uniformes, et dont chaque face est un polygone régulier. (C'est une des nombreuses définitions du terme, dépendant de l'auteur, qui chevauchent la catégorie quasi régulière) ;
- polyèdres réguliers : de sommets uniformes, d'arêtes uniformes et de faces uniformes (l'uniformité des sommets et l'uniformité des arêtes combinées implique que les faces sont régulières) ;
- polyèdres uniformes : de sommets uniformes et dont chaque face est un polygone régulier, c.-à-d. réguliers ou semi-réguliers.

On appelle solide uniforme un solide dont toutes les faces sont régulières et tous les sommets identiques. Ainsi sont donc tous les solides réguliers et semi-réguliers précédents. Ils sont en tout 75, auxquels il faut ajouter les deux familles infinies des prismes et des antiprismes.
Bien sûr, il est facile de tordre de tels polyèdres, de telle façon qu'ils ne sont plus symétriques. Mais, lorsqu'un nom de polyèdre est donné, tel que l'icosidodécaèdre, la géométrie la plus symétrique est toujours impliquée, sauf indication contraire.
Les groupes de symétrie polyédriques sont tous des groupes ponctuels et incluent :
- T - symétrie tétraédrique chirale ; le groupe des rotations du tétraèdre régulier ; ordre 12 ;
- Td - symétrie tétraédrique complète ; le groupe de symétrie du tétraèdre régulier ; ordre 24 ;
- Th - symétrie pyritoédrique ; ordre 24. La symétrie d'un pyritoèdre[4] ;
- O - symétrie octaédrique chirale ; le groupe des rotations du cube et de l'octaèdre régulier ; ordre 24 ;
- Oh - symétrie octaédrique complète ; le groupe de symétrie du cube et de l'octaèdre régulier ; ordre 48 ;
- I - symétrie icosaédrique chirale ; le groupe des rotations de l'icosaèdre et du dodécaèdre régulier ; ordre 60 ;
- Ih - symétrie icosaédrique complète ; le groupe de symétrie de l'icosaèdre et du dodécaèdre régulier ; ordre 120 ;
- Cnv - symétrie pyramidale à n plis ;
- Dnh - symétrie prismatique à n plis ;
- Dnv - symétrie antiprismatique à n plis.

Les polyèdres à symétrie chirale n'ont pas de symétrie axiale et par conséquent ont deux formes énantiomorphes qui sont les réflexions l'un de l'autre. Les polyèdres adoucis ont cette propriété.

#### Polyèdres réguliers
Un polyèdre régulier possède des faces régulières et des sommets réguliers. Le dual d'un polyèdre régulier est aussi régulier.
Partons d'un sommet et prenons les points situés à une distance donnée sur chacune des arêtes. Relions ces points, nous obtenons le polygone du sommet. Si celui-ci est régulier on dit que le sommet est régulier.
Un polyèdre est régulier s'il est constitué de faces toutes identiques et régulières, et que tous ses sommets sont identiques. Ils sont au nombre de neuf, classiquement répartis en deux familles :
- les cinq solides de Platon, ou polyèdres réguliers convexes : tétraèdre, cube, octaèdre, dodécaèdre régulier et icosaèdre réguliers. Platon considérait ces solides comme l'image de la perfection. Les mathématiques modernes rattachent ces exemples à la notion de groupe.

Les cinq solides de Platon

- les quatre polyèdres de Kepler-Poinsot, ou polyèdres réguliers étoilés.

Une face unique est colorée en jaune et entourée de rouge pour aider à identifier les faces.

#### Polyèdres quasi réguliers et duaux
Les polyèdres quasi réguliers sont à faces régulières, de sommet uniforme et d'arête uniforme. Il en existe deux convexes :
Les polyèdres duaux quasi réguliers sont d'arête uniforme et de face uniforme. Il en existe deux convexes, en correspondance avec les deux précédents :

#### Polyèdres semi-réguliers et leurs duaux
Le terme semi-régulier est diversement défini. Une définition consiste en « des polyèdres de sommet uniforme avec deux sortes ou plus de faces polygonales ». Ils sont effectivement les polyèdres uniformes qui ne sont ni réguliers, ni quasi réguliers.
Un polyèdre est semi-régulier si ses faces sont constituées de plusieurs sortes de polygones réguliers, et que tous ses sommets sont identiques. Ainsi sont par exemple les solides d'Archimède, les prismes et les antiprismes réguliers. La terminologie ne paraît pas tout à fait arrêtée. On parle parfois de solides semi-réguliers de la première espèce pour désigner ceux de ces solides qui sont convexes, et de solides uniformes pour le cas général. Les polyèdres de Catalan ne sont pas semi-réguliers, mais ont des faces identiques et des sommets réguliers. On dit parfois de tels polyèdres qu'ils sont semi-réguliers de la seconde espèce.
Les polyèdres convexes et leurs duaux incluent les ensembles des :
|                | Uniforme convexe    | Dual convexe       | Uniforme étoilé           | Dual étoilé               |
| -------------- | ------------------- | ------------------ | ------------------------- | ------------------------- |
| Régulier       | Solides de Platon   | Solides de Platon  | Solides de Kepler-Poinsot | Solides de Kepler-Poinsot |
| Quasi régulier | Solides d'Archimède | Solides de Catalan | (pas de nom spécial)      | (pas de nom spécial)      |
| Semi-régulier  | Solides d'Archimède | Solides de Catalan | (pas de nom spécial)      | (pas de nom spécial)      |
| Semi-régulier  | Prismes             | Diamants           | Prismes étoilés           | Diamants étoilés          |
| Semi-régulier  | Antiprismes         | Trapèzoèdres       | Antiprismes étoilés       | Trapèzoèdres étoilés      |

Il existe aussi beaucoup de polyèdres uniformes non convexes, incluant des exemples de diverses sortes de prismes.

#### Polyèdres nobles
Un polyèdre noble (en) est à la fois isoédrique (faces égales) et isogonal (de coins égaux). En plus des polyèdres réguliers, il existe beaucoup d'autres exemples.
Le dual d'un polyèdre noble est aussi un polyèdre noble.

### Autres polyèdres à faces régulières

#### Faces égales régulières
Quelques familles de polyèdres, où chaque face est un polygone de même sorte :
- les deltaèdres ont des triangles équilatéraux pour faces ;
- en ce qui concerne les polyèdres dont les faces sont toutes des carrés : il n'existe que le cube, si les faces coplanaires ne sont pas permises, même si elles sont déconnectées. Autrement, il existe aussi le résultat du collage de six cubes sur les faces d'un seul, tous les sept de la même taille; il possède 30 faces carrées (comptant pour des faces déconnectées dans le même plan comme séparé). Ceci peut être étendu à une, deux ou trois directions : nous pouvons considérer l'union d'un grand nombre arbitraire de copies de ces structures, obtenues par translations de (exprimé en tailles de cubes) (2,0,0), (0,2,0), et/ou (0,0,2), par conséquent avec chaque paire adjacente ayant un cube en commun. Le résultat peut être un ensemble quelconque de cubes connectés avec les positions (a,b,c), avec les entiers a,b,c ou un au plus est pair ;
- il n'existe pas de nom particulier pour les polyèdres qui ont toutes les faces en forme de pentagones équilatéraux ou en pentagrammes. Il existe une infinité d'entre eux, mais seulement un est convexe : le dodécaèdre régulier. Le reste est assemblé par (collages) combinaisons de polyèdres réguliers décrit précédemment : le dodécaèdre régulier, le petit dodécaèdre étoilé, le grand dodécaèdre étoilé et le grand icosaèdre.

Il n'existe pas de polyèdre dont les faces sont toutes identiques et qui sont des polygones réguliers avec six côtés ou plus car le point de rencontre de trois hexagones réguliers définit un plan. (voir polyèdre oblique infini pour les exceptions).

##### Deltaèdres
Un deltaèdre est un polyèdre dont les faces sont toutes des triangles équilatéraux. Il en existe une infinité, mais seuls huit sont convexes :
- 3 polyèdres réguliers convexes (3 des solides de Platon) :
  - tétraèdre,
  - octaèdre,
  - icosaèdre ;
- 5 polyèdres non uniformes convexes (5 des solides de Johnson) :
  - diamant triangulaire,
  - diamant pentagonal,
  - disphénoïde adouci,
  - prisme triangulaire triaugmenté,
  - diamant carré gyroallongé.

#### Solides de Johnson
Norman Johnson a cherché les polyèdres non uniformes ayant des faces régulières. En 1966, il publia une liste de 92 solides convexes, maintenant connus comme les solides de Johnson, et leur donna leurs noms et leurs nombres. Il ne prouva pas qu'ils n'étaient que 92, mais il conjectura qu'il n'y en avait pas d'autres. Victor Zalgaller (en), en 1969, démontra que la liste de Johnson était complète.

### Autres familles de polyèdres

#### Pyramides
Les pyramides sont autoduales.

#### Stellations et facettages

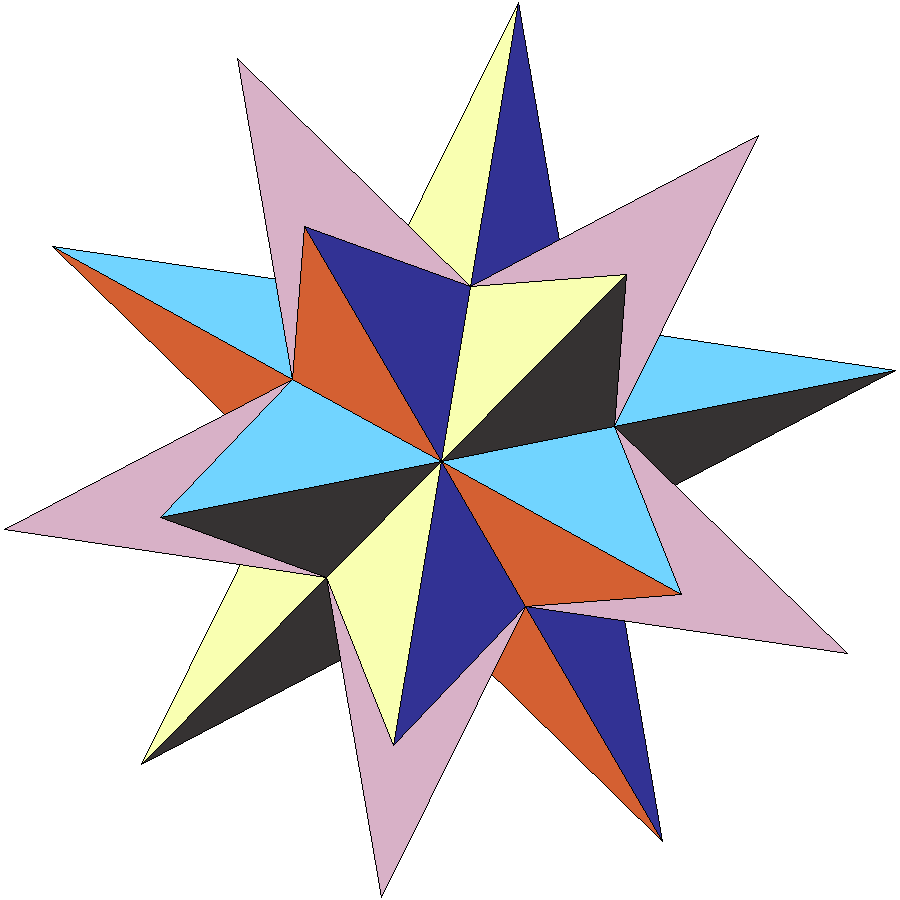
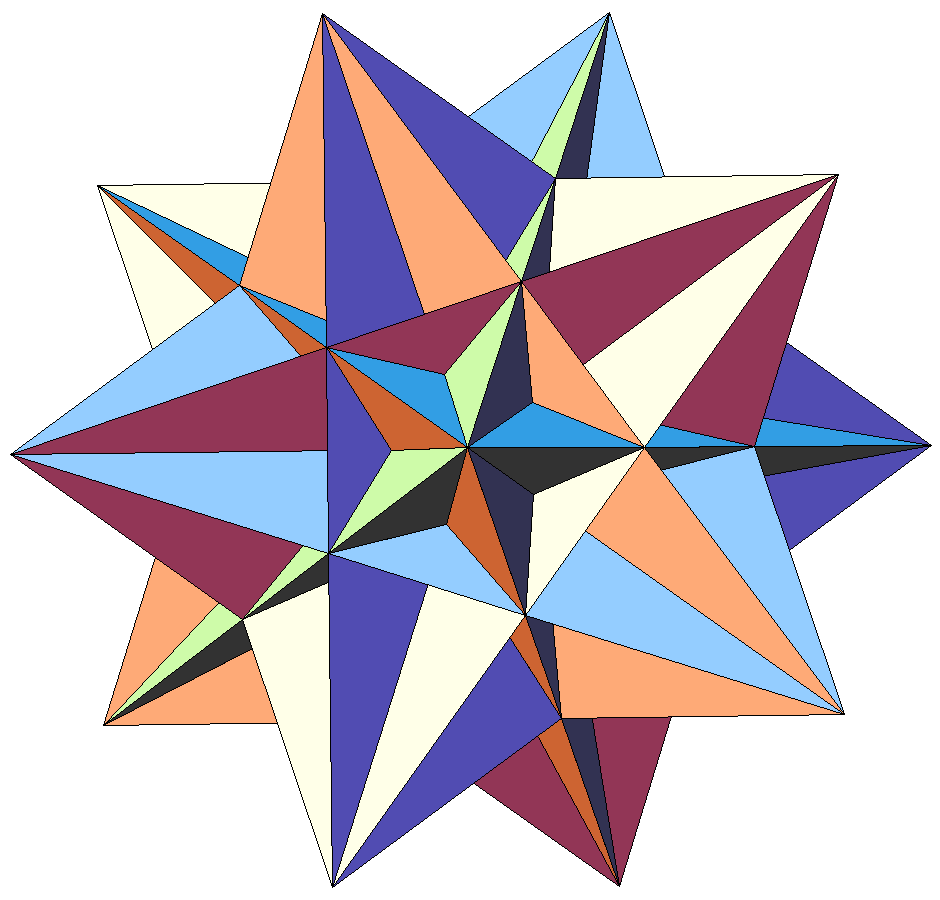
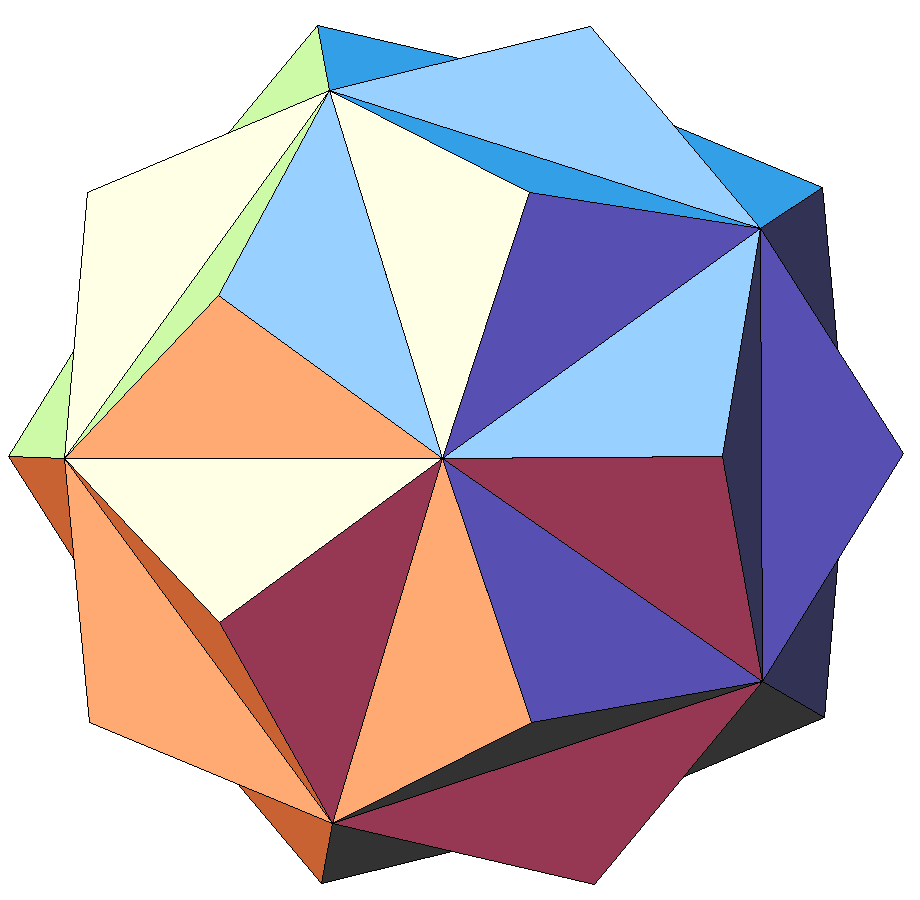
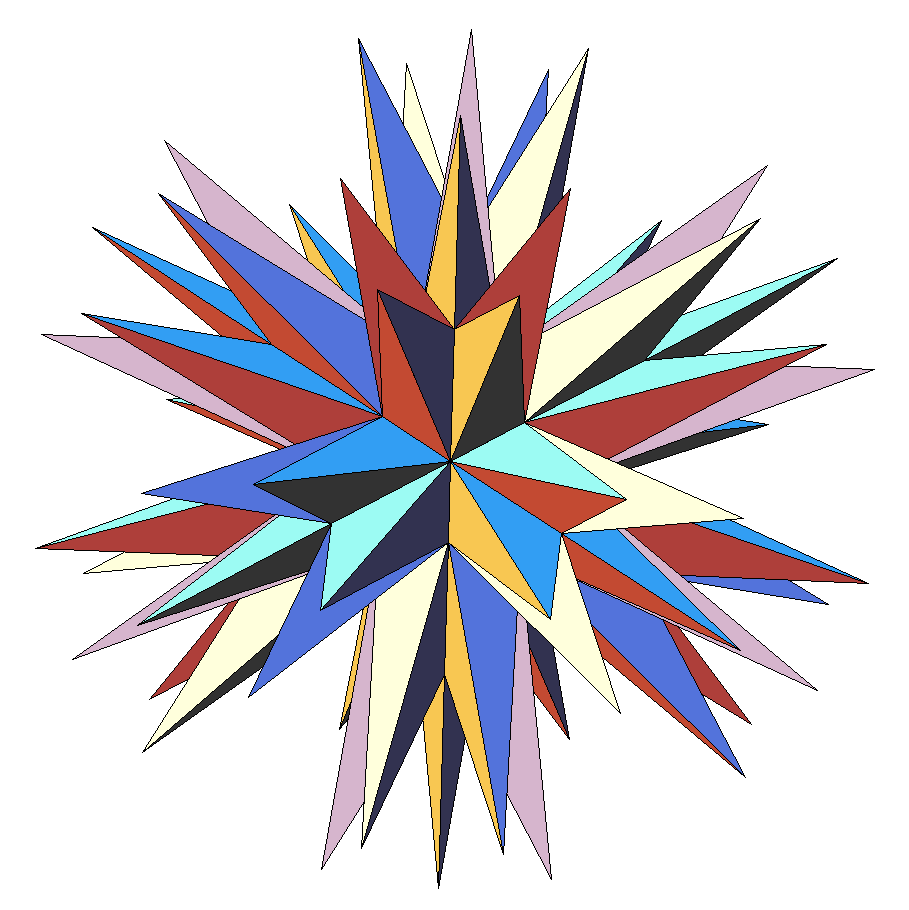

La stellation d'un polyèdre est le processus d'expansion des faces (dans leurs plans), c’est-à-dire qu'elles se rencontrent pour former un nouveau polyèdre.
C'est la réciproque exacte du facettage qui est le processus d'enlèvement de parties d'un polyèdre sans créer de nouveau sommets quelconques. Le facettage permet d'obtenir, entre autres, de nombreux nouveaux solides semi-réguliers concaves. On construit de nouvelles faces régulières en regroupant les arêtes d'un polyèdre semi-régulier. Le plus simple est un héptaèdre construit à partir de l'octaèdre, constitué de trois faces carrées et de quatre faces triangulaires.

#### Troncatures
C'est l'opération qui consiste à raboter un sommet ou une arête. Elle conserve les symétries du solide.

##### Troncature des sommets
Cette opération permet d'obtenir sept des solides d'Archimède à partir des solides de Platon. On remarque en effet qu'en rabotant de plus en plus les arêtes d'un cube on obtient successivement le cube tronqué, le cuboctaèdre, l'octaèdre tronqué et enfin l'octaèdre. On peut aussi suivre cette série dans l'autre sens.
En partant du dodécaèdre régulier on obtient le dodécaèdre tronqué, l'icosidodécaèdre, l'icosaèdre tronqué (qui donne sa forme au ballon de football), puis l'octaèdre.
Le tétraèdre donne le tétraèdre tronqué.
On peut appliquer cette opération au grand dodécaèdre ou au grand icosaèdre et obtenir des solides uniformes concaves.

##### Troncature des arêtes
À partir d'un cube, cette opération donne successivement un cuboctaèdre, puis un dodécaèdre rhombique.
À partir d'un dodécaèdre régulier, on obtient l'icosidodécaèdre puis le triacontaèdre rhombique.

#### Composés
Les composés polyédriques sont formés comme des composés de deux polyèdres et plus.
Ces composés partagent souvent les mêmes sommets que les autres polyèdres et sont souvent formés par stellation. Certains sont listés dans la liste des modèles de polyèdre de Wenninger (en).

#### Zonoèdres
Un zonoèdre est un polyèdre convexe où chaque face est un polygone avec une symétrie inverse ou, de manière équivalente, des rotations à 180°.

## Généralisations
Le mot « polyèdre » a été employé pour une variété d'objets ayant des propriétés structurelles similaires aux polyèdres traditionnels.

### Polyèdres complexes
Un polyèdre complexe (en) est un polyèdre qui est construit dans un espace à trois dimensions complexes. Cet espace possède six dimensions : trois dimensions réelles correspondant à l'espace ordinaire, avec une dimension imaginaire accompagnant chacune.

### Polyèdres courbés
Certains champs d'étude permettent aux polyèdres d'avoir des faces et des arêtes courbées.

#### Polyèdres sphériques
La surface d'une sphère peut être divisée par des arcs de grands cercles (délimitant des régions appelées polygones sphériques) pour former un polyèdre sphérique. Ce point de vue est très adapté pour démontrer une grande partie de la théorie des polyèdres symétriques.

#### Polyèdres courbés remplissant l'espace
Les deux types importants sont :
- Les bulles dans les mousses et l'écume.
- Les formes remplissant l'espace utilisées en architecture[6].

### Polyèdres généraux
Plus récemment, les mathématiciens ont défini un polyèdre comme un ensemble dans un espace affine réel (ou euclidien) de dimension quelconque n qui possède des côtés plats. Il peut être défini comme l'union d'un nombre fini de polyèdres convexes, où un polyèdre convexe est un ensemble quelconque qui est l'intersection d'un nombre fini de demi-espaces. Il peut être borné ou non borné. Dans ce sens, un polytope est un polyèdre borné.
Tous les polyèdres traditionnels sont des polyèdres généraux, et en plus, il existe des exemples tels que :
- un quadrant dans le plan. Par exemple, la région du plan cartésien constituée de tous les points au-dessus de l'axe des abscisses et à droite de l'axe des ordonnées : { ( x, y ) | x ≥ 0, y ≥ 0 }. Ses côtés sont les deux axes positifs ;
- un octant dans l'espace à trois dimensions euclidien, { ( x, y, z ) | x ≥ 0, y ≥ 0, z ≥ 0 } ;
- un prisme d'extension infinie. Par exemple, un prisme carré doublement infini dans l'espace tridimensionnel, constitué d'un carré dans le plan xy balayé le long de l'axe z : { ( x, y, z ) | 0 ≤ x ≤ 1, 0 ≤ y ≤ 1 } ;
- chaque cellule dans un pavage de Voronoï est un polyèdre convexe. Dans le pavage de Voronoï d'un ensemble S, la cellule A correspondant à un point c∈S est bornée (et est par conséquent un polyèdre traditionnel) lorsque c est placé dans l'intérieur de l'enveloppe convexe de S, et autrement (lorsque c est placé sur la frontière de l'enveloppe convexe de S) A est non bornée.

## Quelques exemples de polyèdres dans les arts plastiques et l'architecture
- Pyramides de Gizeh

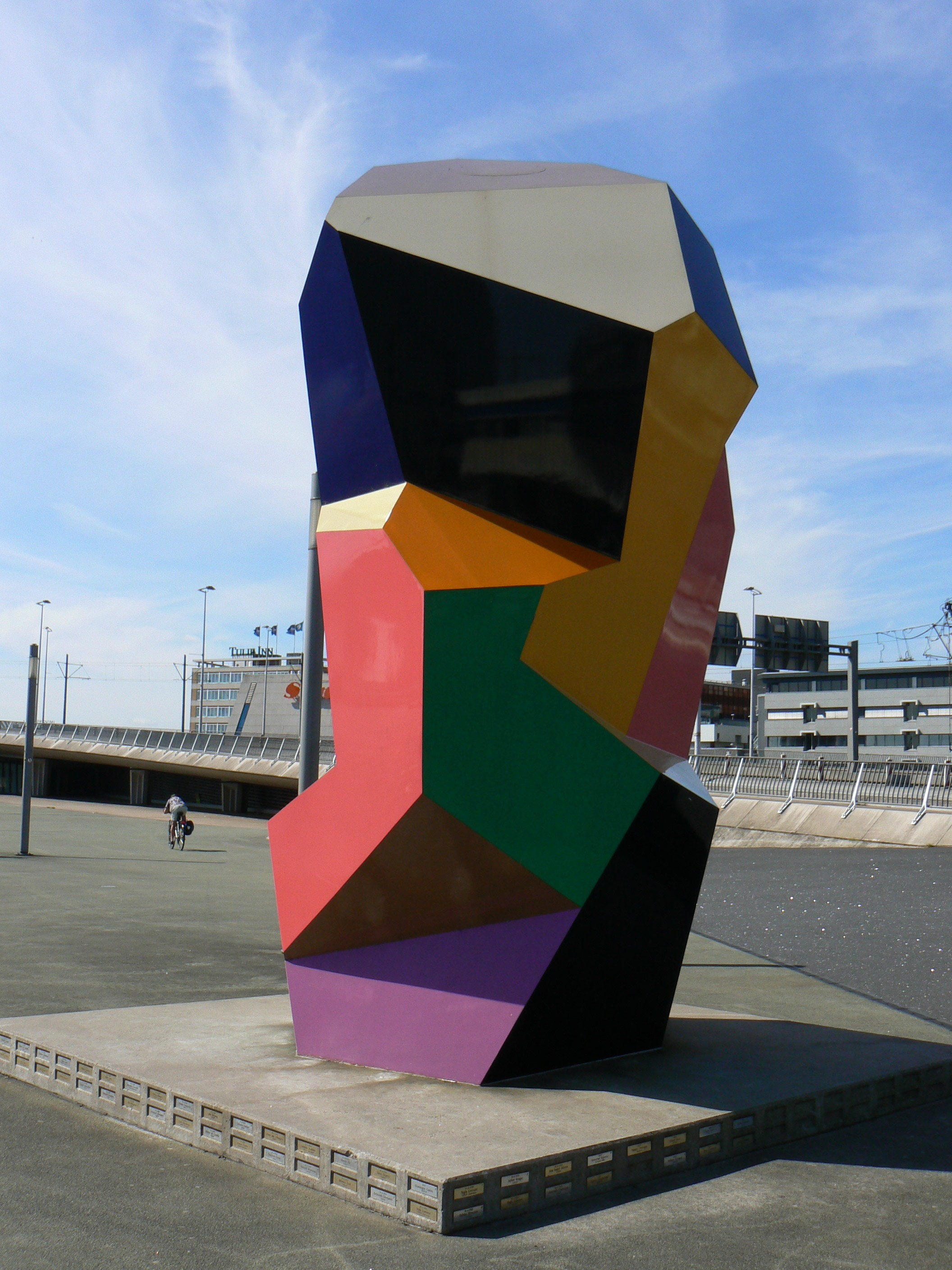
Marathon, sculpture de Henk Visch

- Les polyèdres réguliers dessinés par Léonard de Vinci, pour illustrer la Divine Proportion, de Luca Pacioli
- Portrait de Luca Pacioli, par Jacopo de’ Barbari, 1495
- Melencolia I d’Albrecht Dürer, 1514. Un polyèdre à huit faces est représenté. Il faut noter qu’Albrecht Dürer et Jacopo de’ Barbari se connaissaient.
- Les "cubes" d'Alberto Giacometti, 1934, qui font référence au polyèdre de Dürer.
- Étoiles de Maurits Cornelis Escher, 1948
- De nombreuses peintures et sculptures de Sol LeWitt représentent des polyèdres.
- Tony Smith, un autre artiste minimaliste, a utilisé ces formes géométriques, par exemple Wandering Rocks, Milwaukee, 1967
- Le Kinémax du Futuroscope, 1987, Denis Laming
- La Pyramide du Louvre, 1988, Ieoh Ming Pei
- La série Melancholia d'Anselm Kiefer, commencée en 1988, et fait référence à Dürer.
- Marathon de Henk Visch, Rotterdam, 2001. Un polyèdre irrégulier et coloré.
- Les polyèdres irréguliers appelés Moduloform par le NeoConsortium
- Les docks - Cité de la Mode et du Design, Paris, 2008, cabinet Jacob + Mac Farlane
- La Caverne du Pont d'Arc, 2015, Vallon-Pont-d'Arc, cabinet Fabre/Speller

### Ressources de construction de modèles physique
- Modèles polyédraux en papier Réseau de polyèdres gratuit
- Instructions simples pour construire plus de 30 polyèdres en papier
- Polyèdre à l'aide de lamination – Modèles polyédraux construits sans l'aide de colle.
- Adoptez un polyèdre - Affichage interactif, réseaux et données aux fins d'impression 3d pour tous les types combinatoires de polytopes jusqu'à 9 sommets